# Пусуш
Пу́суш (порт. Pussos) — район (фрегезия) в Португалии, входит в округ Лейрия. Является составной частью муниципалитета Алвайазери. По старому административному делению входил в провинцию Бейра-Литорал. Входит в экономико-статистический субрегион Пиньял-Интериор-Норте, который входит в Центральный регион. Население составляет 1327 человек на 2001 год. Занимает площадь 24,99 км².
Покровителем района считается Стефан Первомученик (порт. Santo Estêvão).